# Pölkenstraße 46 (Quedlinburg)

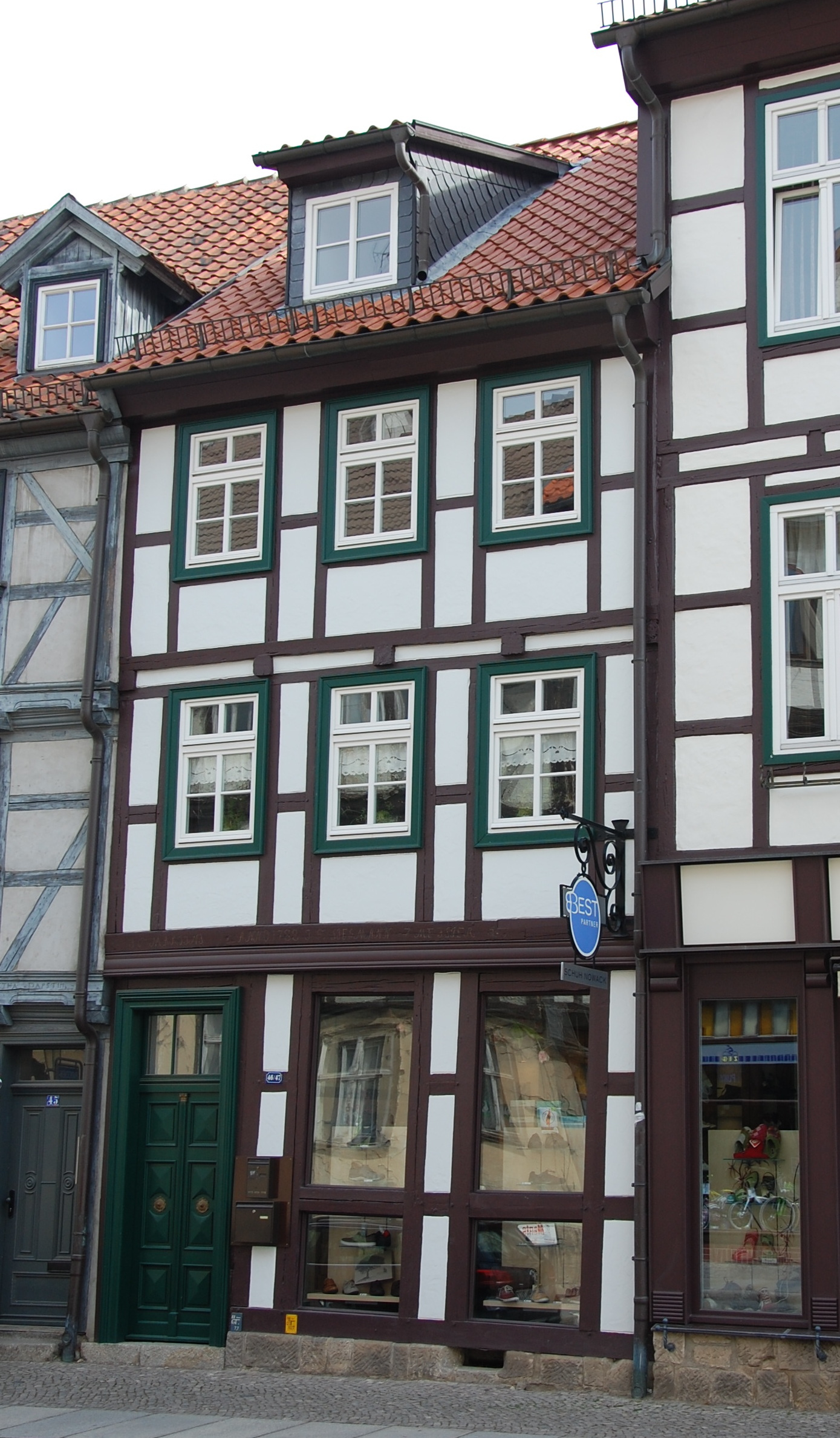
Haus Pölkenstraße 46

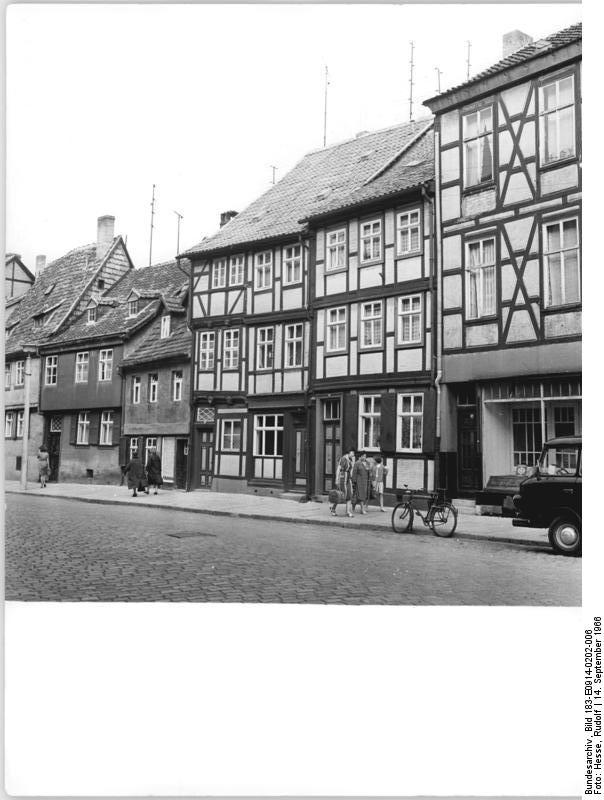
Straßenzug im Jahr 1966, in der Mitte das Haus Pölkenstraße 46

Das Haus Pölkenstraße 46 ist ein denkmalgeschütztes Gebäude in der Stadt Quedlinburg in Sachsen-Anhalt.

## Lage
Es befindet sich in der historischen Quedlinburger Neustadt auf der Ostseite der Pölkenstraße und ist im Quedlinburger Denkmalverzeichnis als Wohnhaus eingetragen. Nördlich grenzt das gleichfalls denkmalgeschützte Haus Pölkenstraße 44, 45, südlich das Haus Pölkenstraße 47 an.

## Architektur und Geschichte
Das dreigeschossige Fachwerkhaus ist schlicht gestaltet. Es wurde im Jahr 1788 gemeinsam mit dem benachbarten Haus Nummer 47 von Zimmermeister Johann G. Stegmann errichtet. Auf ihn verweist eine mit einem Wappen versehene Inschrift J. G. STEGMAN Z. MEISTER.